# ليام سليد
ليام سليد (بالإنجليزية: Liam Slade)‏ هو لاعب كرة قدم بريطاني في مركز الدفاع، ولد في 14 مايو 1995 في ستوربريدج في المملكة المتحدة. لعب مع نادي بيرتن ألبيون.

## وصلات خارجية
- ليام سليد على موقع قاعدة بيانات كرة القدم.إي يو (الإنجليزية)
- ليام سليد على موقع Soccerbase.com (لاعب) (الإنجليزية)
- ليام سليد على موقع Soccerway.com (الإنجليزية)